# Rochfortbridge
Rochfortbridge is een plaats in het Ierse graafschap County Westmeath. De plaats telt 1.382 inwoners.